# ثورة المغرب 1465
تُشير ثورة المغرب 1465 إلى الثورة المحلية الشعبية في مدينة فاس -عاصمة المغرب آنذاك-، والتي أطاحت بعبد الحق الثاني المريني آخر سلاطين الدولة المرينية، ووزيره اليهودي هارون بن بطاش.
كان المغرب في أزمة حادة في منتصف القرن الخامس عشر، بما في ذلك الغزو البرتغالي التدريجي للبلاد. كان الحكام المرينيون يتمتعون بسلطة ضئيلة خارج مدينة فاس، مع وجود أجزاء كبيرة من البلاد في أيدي الوطاسيين، وهي سلالة من الوزراء. في عام 1458، استعاد عبد الحق السلطة من الوطاسيين. ثم عين السلطانُ اليهودَ في مناصب رفيعة المستوى في الدولة، على الرغم من معارضة مواطني فاس المسلمين في الغالب. بعدما استبدّ اليهودي هارون بن بطاش بسلطته، هاج الناس وأعلنوا خلع السلطان عبد الحق وبايعوا نقيب الأشراف في فاس محمد بن علي العمراني الجوطي، الذي قام باعتقال عبد الحق وانتزع منه خاتم الملك وقاده إلى مصرعه.
حاول الوطاسيون العودة بعد الثورة ولكن محمد بن العمراني عارضهم، مما أدى إلى حرب غزت فيها سلالة الوطاسيين محمد الشيخ فاس في عام 1471 على حساب التنازل عن أراضي كبيرة للبرتغاليين. سرعان ما فقد الوطاسيون -الذين احتفظوا بالبنية القبلية البربرية للسلالات المغربية في العصور الوسطى- مصداقيتهم بسبب عجزهم عن وقف تقدم البرتغاليين، وتم استبدالهم في القرن السادس عشر بالسعديين، وهي سلالة غير قبلية من الأشراف. يحكم المغرب الأشراف منذ ذلك الحين. وعلى الرغم من فشل ثورة عام 1465 في تحقيق حكم الأشراف الدائم، إلا أنها كانت نذيرًا لحكم الأشراف، والذي سيحدد تاريخ المغرب الحديث.

## الخلفية
بحلول منتصف القرن الخامس عشر، كانت سلطنة المرينيين في المغرب في أزمة حادة. كانت سيطرتها الفعلية محدودة بمدينة فاس، مع سيطرة أسرة الوزراء، الوطاسيون، على أجزاء كبيرة من الريف. كان السلطان الأخير، عبد الحق الثاني، قد نُصّب على العرش صغيرا (في عامه الأول) سنة 1420 من قبل وزيره الوطاسي. وظل دمية للوزراء المتعاقبين لمدة ثمانية وثلاثين عامًا حتى انقلاب عام 1458 الذي استولى فيه السلطان بنجاح على السلطة بعد مذبحة معظم الوطاسيين. في الوقت نفسه، بدأ البرتغاليون في غزو أجزاء كبيرة من المغرب بدءًا من الاستيلاء على سبتة عام 1415. أثبتت القبائل البربرية التي دعم محاربوها مملكة المرينيين أنها غير قادرة على الدفاع عن البلاد. في عام 1462، استولت مملكة قشتالة على جبل طارق، آخر معقل مغربي في أوروبا.
كان المغرب يمر أيضًا بتحول ديني. فقد انتشرت طريقتان صوفيتان، القادرية والشاذلية على وجه الخصوص، في جميع أنحاء البلاد ونشرت فكرة البركة الوراثية أو القداسة. وقد أدى التركيز المتجدد على القداسة الموروثة إلى تعزيز هيبة الأشراف: أحفاد محمد من حفيده الأكبر إدريس الأول، مؤسس المملكة المغربية في القرن الثامن. وقد ساهمت الشعبية الكبيرة التي اكتسبتها الطريقة الشاذلية بقيادة محمد الجزولي، والتي ضمت أعدادًا كبيرة من الأشراف في صفوفها، في زيادة التفاني الممنوح للأشراف، كما فعل اكتشاف الوطاسيين المزعوم في عام 1437 لقبر ابن إدريس وقرارهم ببناء زاوية لتكريمه. وفي مواجهة فشل المرينيين وداعميهم من القبائل ضد الغزو الأوروبي، أصبح الشرفاء يُنظر إليهم على نحو متزايد باعتبارهم "رموزًا للإحباط من الزعامة القبلية والعزم على مقاومة الأعداء الأجانب للبلاد والدين".
وفي الوقت نفسه، هاجرت أعداد كبيرة من اليهود الإسبان إلى فاس منذ عام 1391 وازدادت أهميتهم في الحياة التجارية للمدينة.

## الثورة
أقدم وأكثر الروايات تفصيلاً عن ثورة 1465 في فاس، والتي أنهت قرنين من حكم المرينيين، تأتي من مذكرات عبد الباسط الملطي، وهو تاجر مصري وصل إلى مملكة تلمسان عام 1464 قاصداً زيارة المملكة المغربية المجاورة. وأثناء وجوده في تلمسان، علم بأخبار ثورة 1465 بنفسه وقرر تجنب الاضطرابات، وذهب إلى غرناطة بدلاً من ذلك. وتتفق رواية عبد الباسط مع الروايات المغربية التقليدية التي جُمعت لأول مرة بعد قرون من الثورة. ولكن بما أن المصري لم يكن شاهد عيان، فقد تعكس روايته الرواية الدعائية الرسمية التي رغب محمد بن علي العمراني، الحاكم الجديد لفاس، في تصويرها لجيرانه في تلمسان. وتشير المؤرخة مرسيدس غارسيا أرينال (Mercedes Garcia-Arenal) إلى أن القصة تبدو اعتذارية.
وفقًا لعبد الباسط، بمجرد أن قتل عبد الحق معظم الوطاسيين، عيَّن أحد الوطاسيين الناجين وزيرًا بالاسم، ولكن بدون سلطة حقيقية، لمجرد إذلاله. ثم عيّن المرابي اليهودي هارون بن بطاش وزيرًا بحكم الأمر الواقع، حيث لم يكن لليهود قواعد سلطة مستقلة. شرع هارون في منح مناصب حكومية مهمة لرفاقه اليهود، وهو ما كان غير مرغوب فيه للغاية في المدينة ذات الأغلبية المسلمة. في عام 1465، غادر السلطان وهارون فاس لفترة من الوقت، تاركين قريب هارون شاويل بن بطاش لحكم فاس. عارض المواطنون حكم شاويل، وبدأت أعمال شغب عندما أهان وضرب امرأة شريفة. ولما سمع الناس ذلك اجتمعوا عند خطيب القرويين الفقيه أبي فارس عبد العزيز بن موسى الورياكلي، وقالوا له ألا ترى إلى ما نحن فيه من الذلة والصغار وتحكم اليهود في المسلمين والعبث بهم. طالب الناس محمد بن العمراني، رئيس شرفاء فاس، بمنح موافقته على التمرد. رفض ابن العمراني، قائلاً إنه يجب استشارة العلماء. ثم ذهب الناس إلى كبير مفتي فاس، مطالبين إياه بإصدار فتوى لهم أو رأي قانوني يوافق على التمرد. عندما رفض المفتي، هدده الحشد بقتله حتى وافق أخيرًا. بعد تلقي الدعم الديني اللازم، غزا الحشد الحضريون الحي اليهودي وقتلوا كل يهودي، ثم اقتحموا القصر وقتلوا شاويل. تم تنصيب الشريف محمد بن العمراني حاكمًا لفاس.
ثم أرسل المتمردون رسالة إلى عبد الحق، قائلين إنهم على استعداد لإعادة عرشه إليه إذا عاد. عارض هارون الفكرة، واقترح عليهم الذهاب إلى مدينة تازة بدلاً من ذلك، لكن السلطان رفض الاستماع. ثم أعدم أمير مريني الوزير. وعندما وصل عبد الحق إلى فاس، جره جمعٌ من الشباب من على جواده وأعدموه في 18 مايو 1465، الموافق ليوم لـ27 رمضان 896 هـ. حاول الوطاسيون الناجون العودة إلى السلطة في فاس لكن نظام محمد بن العمراني الجديد صدَّهم، بينما وقعت مذابح لليهود في مدن أخرى في جميع أنحاء المغرب مع انتشار الأخبار.
تستمد الرواية المغربية التقليدية، التي لا تزال تُقدَّم في الكتب المدرسية المغربية الحديثة، من المؤرخ ابن القاضي المكناسي في تسعينيات القرن السادس عشر. إن رواية القاضي تتفق إلى حد كبير مع رواية عبد الباسط، على الرغم من بعض التفاصيل: يقترح هارون مدينة مكناس وليس تازة كملجأ، ويُقتل السلطان في 23 مايو وليس 18 مايو. لكن الرواية تزيل الوصف الاعتذاري لمحمد بن العمراني بأنه متردد في تولي السلطة ولا تتضمن مفتيًا على الإطلاق. بدلاً من ذلك، يتم تصوير الشريف على أنه يقود الناس في كل من الهجوم على الحي اليهودي وقتل عبد الحق، وهو ليس عمل جمع الشباب بل إعدام علني أشرف عليه ابن العمراني نفسه، الذي جرد السلطان من شاراته الملكية ووضعه على حمار أمام مواطني فاس. على الرغم من أن الأوروبيين لم يكن لديهم سوى فهم سطحي للغاية للأحداث في البلاط المغربي، إلا أنهم اعتقدوا أيضًا أن الشريف هو الذي حرض على الثورة.
وفي الوقت نفسه، تشير عدد من السير التقليدية المغربية للصوفيين إلى وجود مجموعة من العلماء وغيرهم من القادة المسلمين الذين عارضوا الثورة بشكل أو بآخر. وكان أحد أبرز زعماء المعارضة أحمد زروق، الذي اضطر إلى مغادرة مسقط رأسه فاس بعد مواجهة المعارضة لدرجة اتهامه بأنه يهودي. وعندما عاد زروق إلى فاس في عام 1474، قوبل بـ "مقاطعة اجتماعية" وسرعان ما اضطر إلى مغادرة المغرب إلى الأبد.
لا يوجد أي مصدر يهودي من قبل القرن التاسع عشر يذكر المذبحة. نظرًا لوجود توثيقات تشير إلى وجود مجتمع يهودي مزدهر في فاس في سبعينيات القرن الخامس عشر، وتشك غارسيا أرينا في وجود أي مذبحة ضد اليهود على الإطلاق. يبدو أن العديد من يهود فاس قد تحولوا مؤقتًا إلى الإسلام للهروب من المذبحة قبل أن يسمح لهم الوطاسيون الذين تولوا السلطة في عام 1471 بالعودة إلى اليهودية. ربما كان أعضاء آخرون من المجتمع اليهودي في فاس في سبعينيات القرن الخامس عشر لاجئين من الغزو البرتغالي.

## الإرث
باعتبارهم من أنصار الشرفاء، ربما كان الوطاسيون الناجون يتوقعون بطبيعة الحال أن يعودوا إلى السلطة من خلال الثورة، لكن محمد بن العمراني رفض السماح لهم بدخول المدينة. بعد حرب استمرت عدة سنوات، غزا زعيم الوطاسيين الناجين، محمد الشيخ، فاس في عام 1471 وقضى على نظام الشريف بدعم من أتباع المرينيين السابقين، ولكن على حساب خسارة مدن أصيلة والعرائش وطنجة للبرتغاليين. على مدى العقود القليلة التالية، فقدت الملكية القبلية التقليدية للوطاسيين مصداقيتها بسبب عجزها التام عن كبح الغزو البرتغالي. في نهاية المطاف، أطاح بهم سلالة الأشراف السعديين من جنوب المغرب، الذين طردوا البرتغاليين وبدأوا اتجاهًا جديدًا في التاريخ المغربي - كانت ثورة 1465 نذيرًا مبكرًا له - من سلالات الأشراف غير القبلية التي تعززت شرعيتها بسلالتهم النبوية. تظل السلالة الحاكمة الحالية في المغرب، العلويون، سلالة شريفة.
عادت الجالية اليهودية في فاس إلى الوجود بحلول سبعينيات القرن الخامس عشر، مستفيدة من حماية الوطاسيين ورعايتهم لليهود؛ ويصف المؤرخ اليهودي إبراهيم بن سليمان محمد الشيخ بأنه رجل صالح. بعد عام 1492، تضخمت أعداد الجالية اليهودية في المغرب مع موجات اللاجئين الوافدين من إسبانيا والبرتغال، مما أدى إلى زيادة أعدادهم بشكل كبير.

### المعلومات الكاملة للمراجع
- Abun-Nasr، Jamil M. (1987). A History of the Maghrib in the Islamic Period. Cambridge: Cambridge University Press.
- Garcia-Arenal، Mercedes (1978)، "The Revolution of Fās in 869/1465 and the Death of Sultan 'Abd al-Ḥaqq al-Marīnī"، Bulletin of the School of Oriental and African Studies, University of London، ج. 41، ص. 43–66، DOI:10.1017/S0041977X00057773، JSTOR:615622.
- Gerber، Jane S. (1980). Jewish Society in Fez 1450-1700: Studies in Communal and Economic Life. BRILL.